# 1476 Cox
Az 1476 Cox (ideiglenes jelöléssel 1936 RA) a Naprendszer kisbolygóövében található aszteroida. Eugene Joseph Delporte fedezte fel 1936. szeptember 10-én, Uccleban.